# Asakusa

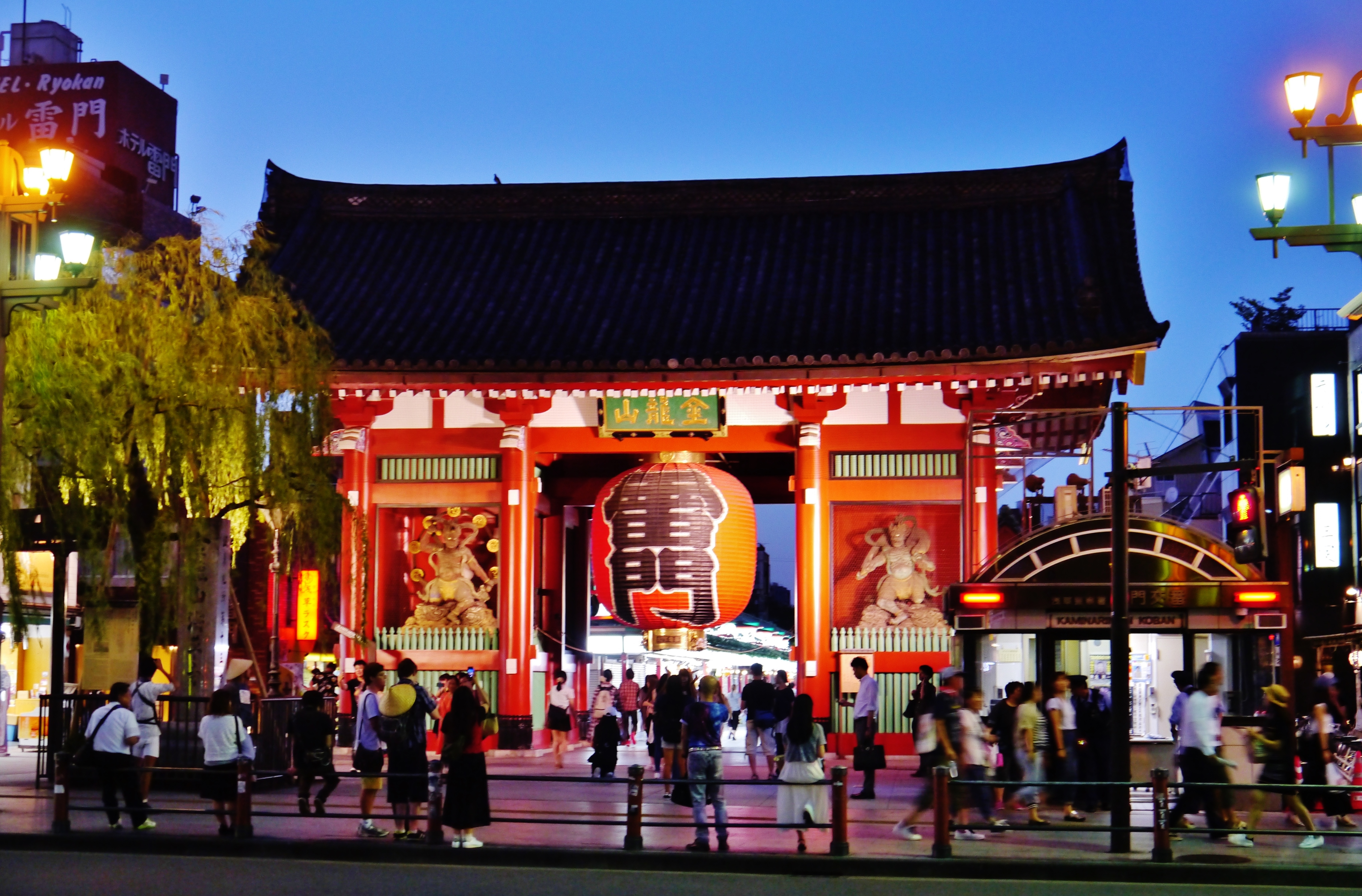
O Kaminarimon, com um chōchin gigante, é o portão externo do famoso Sensō-ji.

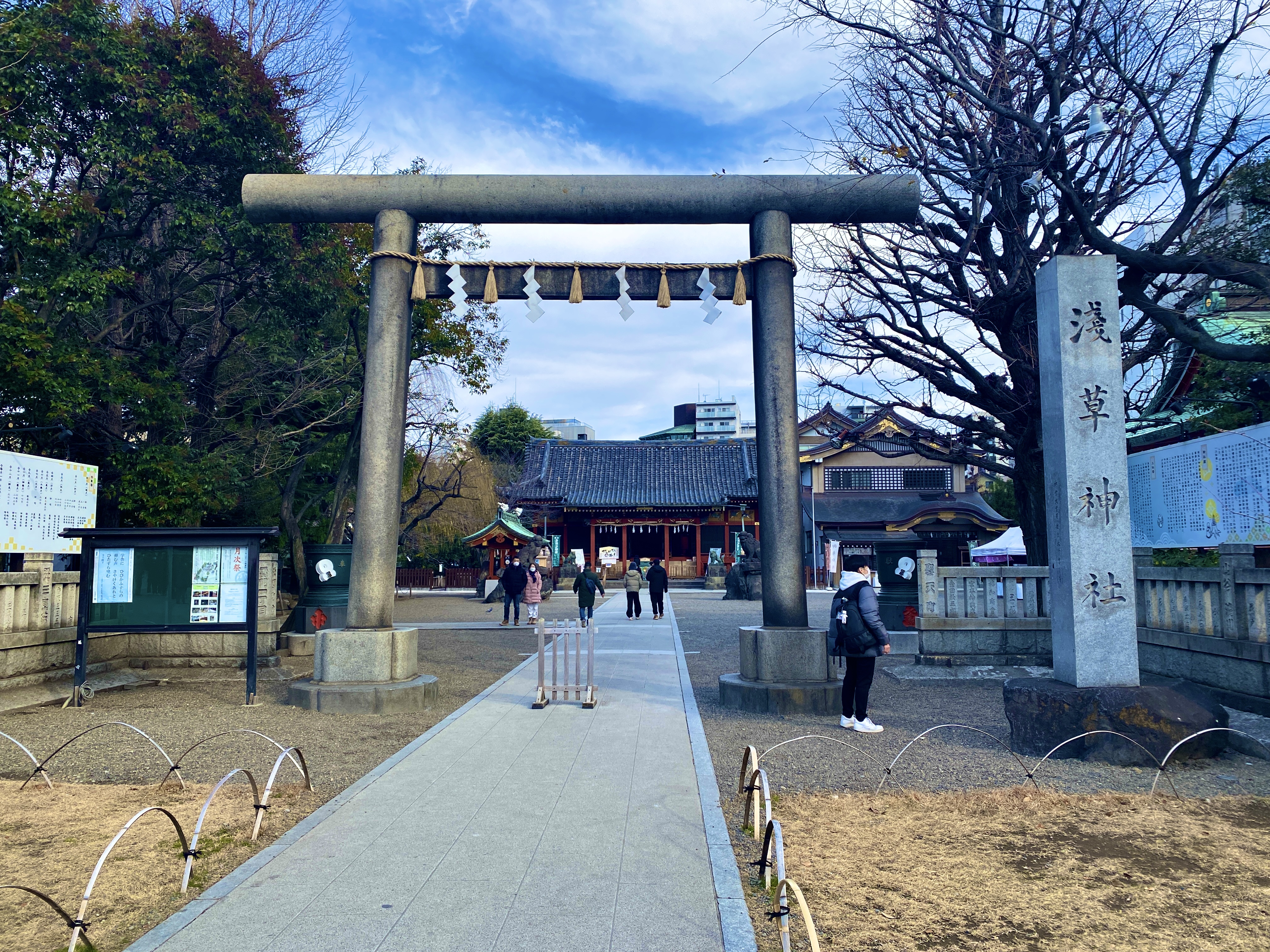
Portão do Templo de Asakusa

Asakusa 浅草 é um bairro do município de Taito, em Tóquio, Japão. É famoso pelo Sensō-ji, um templo budista dedicado ao bodhisattva Kannon.

## História
Ao longo do século XX, o bairro foi o maior local de entretenimento da cidade. Os seus anos dourados foram retratados no romance de Yasunari Kawabata A gangue vermelha de Asakusa (1930).

## Geografia
Asakusa situa-se a nordeste do centro de Tóquio, no extremo leste das linhas de metro Ginza e Asakusa, e a cerca de dois quilômetros a leste da estação de metro e trens de Ueno. O bairro de Asakusa é um dos mais importantes para a área informalmente conhecida como Shitamachi, que significa literalmente "Cidade Baixa", referindo-se à baixa elevação da parte antiga de Tóquio, nas margens do rio Sumida. A área de Asakusa tem um ritmo menos frenético e mais tradicionalmente japonês do que alguns outros bairros de Tóquio.

## Monumentos e locais históricos
Com tantos estabelecimentos religiosos na região, são frequentes os festivais Matsuri (Xintoísmo) em Asakusa. Em cada templo ou santuário anfitrião há pelo menos um Matsuri por ano, se não por temporada. O maior e mais popular é o Sanja Matsuri, em maio, quando as ruas ficam fechadas do amanhecer até tarde da noite.
Em uma cidade onde há poucos edifícios com mais de 50 anos (devido ao Bombardeamento de Tóquio na Segunda Guerra Mundial), Asakusa tem uma maior concentração de edifícios dos anos 1950-60 do que a maioria das outras áreas de Tóquio. Há tradicionais Ryokan (hospedarias tradicionais), casas e, em pequena escala, prédios, pontilhadas ao longo de todo o bairro.

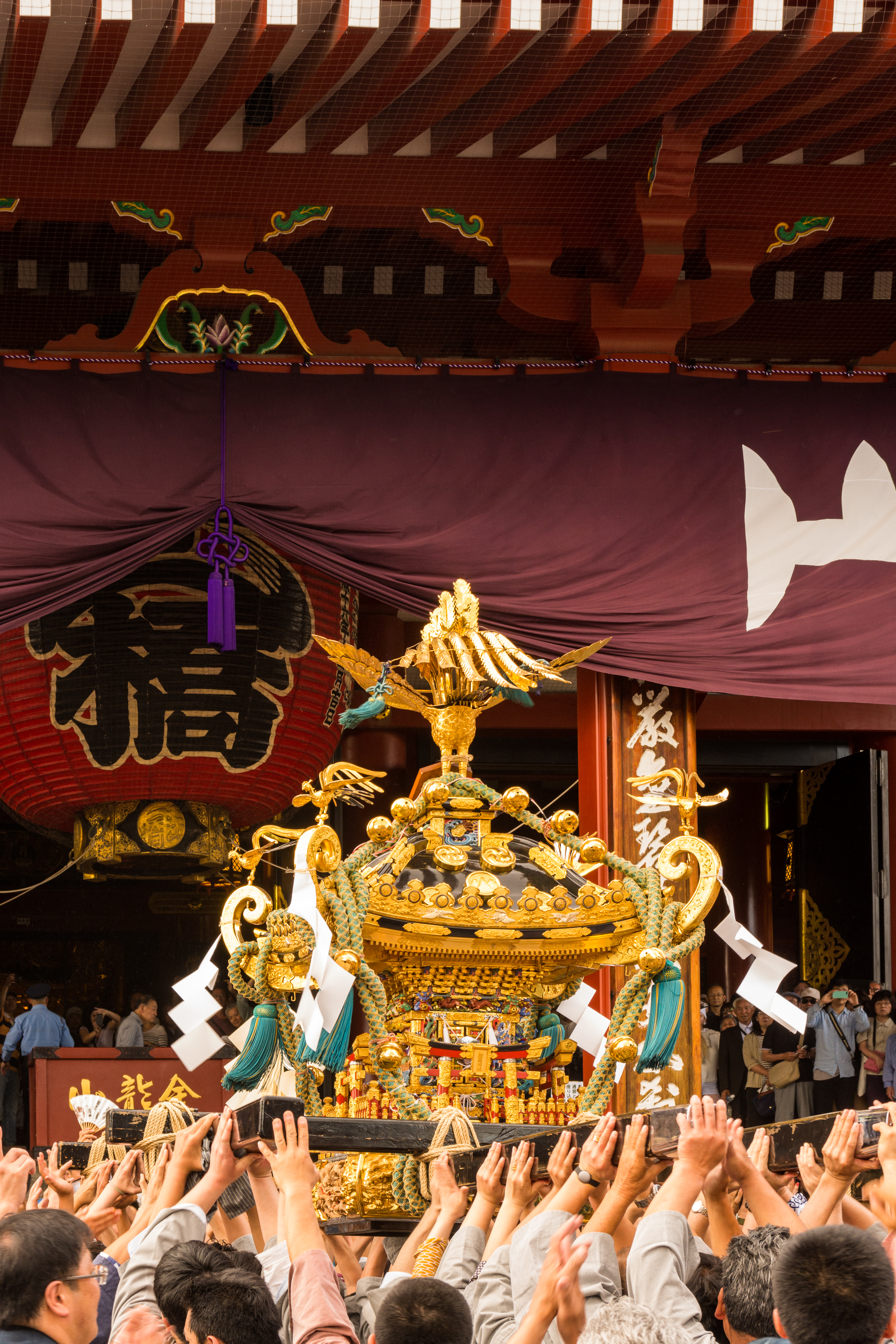
Sanja Matsuri em Asakusa

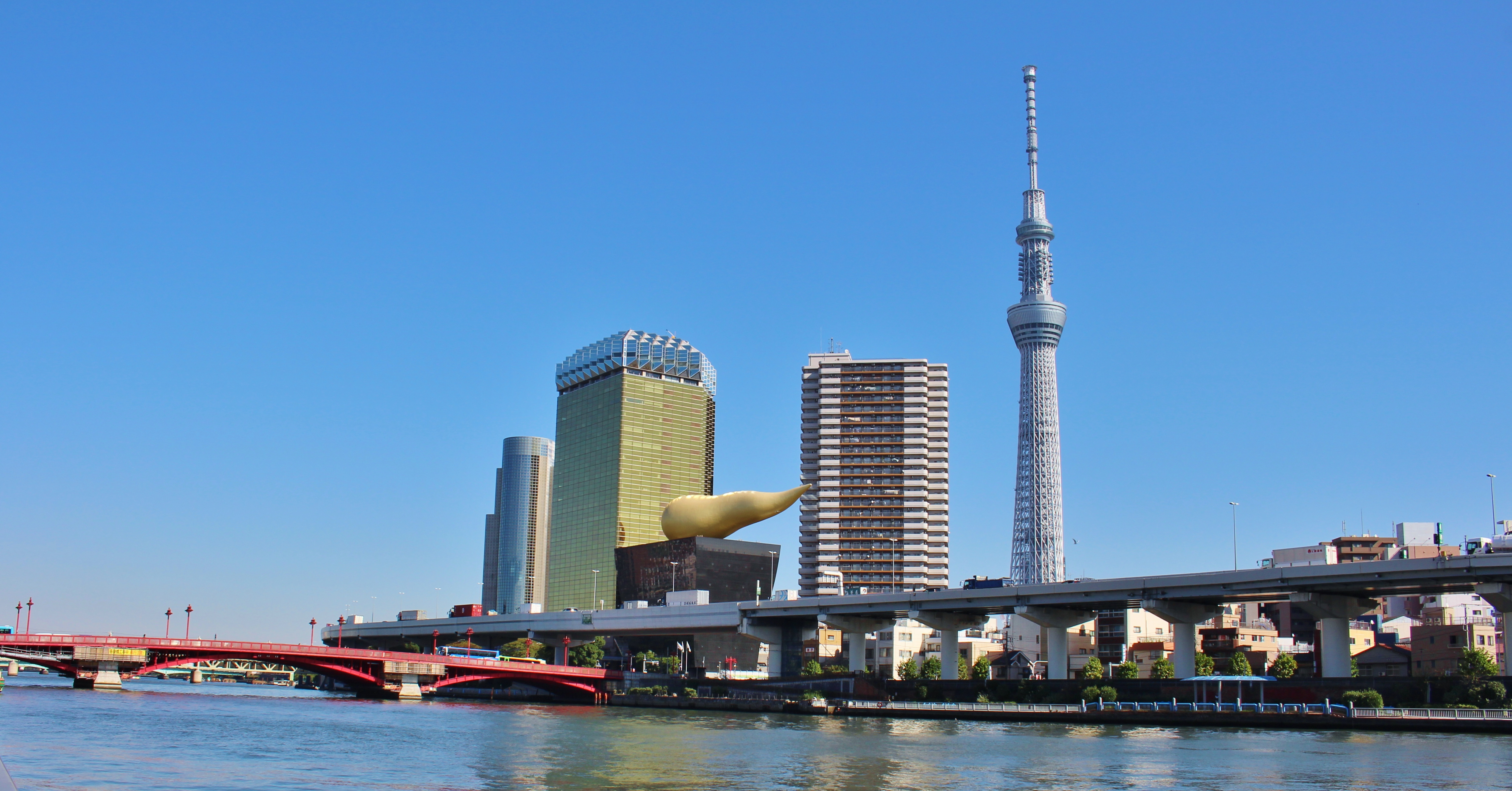
O rio Sumida em Asakusa

Já é uma tradição de Tóquio, Asakusa hospeda um grande aglomerado de lojas de utensílios de cozinha e culinária no Kappabashi-dori, que é visitado por muitos moradores de Tóquio para a compra de bens essenciais, inclusive dos tradicionais pratos com "comidas de plástico".
Próximo ao Senso-ji está localizado o mais antigo parque de diversões do Japão, o Hanayashiki, aberto em 1853 como um mercado de flores. Hoje funciona com mais de vinte diferentes atrações e uma praça de alimentação diversificada. No bairro há também cinemas especializados em filmes clássicos japoneses, frequentados por muitos dos turistas, em sua maioria japoneses idosos.
Há também em Asakusa a possibilidade de passeios de barco pelo rio Sumida, o cais de embarque está a apenas cinco minutos a pé do templo Sensō-ji.
Devido a sua localização e clima descontraído (para o padrão de Tóquio), Asakusa é uma escolha popular para a acomodação de viajantes com orçamento limitado.
Asakusa também hospeda um dos distritos de gueixas em Tóquio.

## Carnaval
O bairro é conhecido por manter tradições do carnaval brasileiro, sendo sede da Associação das Escolas de Samba de Asakusa. Foi citado no desfile de 2008 da GRES Unidos do Porto da Pedra, que homenageava o Centenário da imigração japonesa ao Brasil.